# Ruaudin
Ruaudin là một xã thuộc tỉnh Sarthe, trong vùng Pays de la Loire tây bắc nước Pháp. Xã này nằm ở khu vực có độ cao từ 47-66 mét trên mực nước biển.